# Lenguas sko
Las lenguas sko son un grupo de lenguas pertenecientes al filo de lenguas papúes. Habladas por unas 7000 personas principalmente a lo largo de la costa de la provincia de Sandaun en Papúa Nueva Guinea, siendo algunas habladas tierra adentro y al menos una justo al otro lado de la frontera, en la provincia indonesia de Papúa (anteriormente conocida como Irian Jaya).
En la terminología de Stephen Wurm, la relación de estas lenguas es a nivel de valores (stock). La relación entre las dos ramas que comprende el sko fue propuesto por G. Frederici en 1912 por primera vez.
Actualmente hay lingüistas trabajando en la mayoría de estas lenguas, escribiendo gramáticas, compilando diccionarios y ayudando a los hablantes a desarrollar materiales vernáculos para su uso en las escuelas. Algunos de los miembros de este grupo son (entre paréntesis número de hablantes estimado por Laycock):
- Lenguas vanimo: skou (>350), Sangke(>250),  vanimo (1395) y wutung (410).
- Lenguas krisa: krisa (347), barupu o warapu (2991), rawo (506), puari (371).

## Descripción lingüística
Tipológicamente las lenguas sko son inusuales entre las lenguas de Nueva Guinea porque son lenguas tonales.

### Pronombres
Los pronombres que Ross reconstruye para el proto-sko son:
| yo   | *na | nosotros | *ne |
| tú   | *me | vosotros | ?   |
| él   | *ka | ellos    | *ke |
| ella | *bo | ellas    | *de |
Las lenguas sko también distinguien número dual, y tienen una diferencia de clusividad, pero estas formas no son similitudes y no parecen reconstruibles para el proto-sko.

### Gramática
Mofosintácticamente las lenguas skou muestran una gran variabilidad de una lengua a otra, por lo que aquí sólo se explicarán algunas de las caractísticas principales. El orden básico es SOV, con completos oblicuos (circunstanciales) situados tras el verbo.
No existen marcas de caso propiamente dichas, aunque los prefijos verbales muestran concordancia con el sujeto y el objeto (si se trata del presente estas marcas no son prefijos sino sufijos). En el grupo occidental no existe concordancia en los sufijos pero se encuentran alternancias vocálicas en la raíz verbal, que son el residuo de antiguos afijos.
Las lenguas skou emplean con frecuencia uno o más aplicativos, típicamente para indicar al beneficiario o la dirección de la acción o secundariamnete como para señalar un comitativo, aunque los argumentos de instrumento simplemente aparecen sin ninguna marca adicional.

### Comparación léxica
Los numerales en diferentes lenguas skou son:

| GLOSA | Krisa         | Vanimo     | Vanimo    | PROTO- SKOU |
| GLOSA | Warapu        | Vanimo     | Wutung    | PROTO- SKOU |
| ----- | ------------- | ---------- | --------- | ----------- |
| '1'   | moiki         | òpa        | ofa       | *           |
| '2'   | riempi        | yumono     | hɲumo     | *           |
| '3'   | 2 + 1         | eŋnu       | hɛno      | *           |
| '4'   | 2 + 2         | noò        | no        | *           |
| '5'   | enu pra noiki | noo mlè o  | wi        | *           |
| '6'   |               | noo mle    | noʧio     | *           |
| '7'   |               |            | noʧiohɲu  | *           |
| '8'   |               | nuyu       | noʧiohɛno | *           |
| '9'   |               | nuyu mlè o | noʧɛno    | *           |
| '10'  |               | múti       | samuli    | *           |